# Togeworl
Togeworl (en coréen: 투개월), connu aussi sous le nom de Two Months, est un groupe de K-pop sud-coréen, originaire du New Jersey, aux États-Unis. Le duo participe, en 2011, à l'émission sud-coréenne Superstar K3, et y termine troisième. 

## Biographie
Togeworl est composé de Lim Kim (Kim Ye-rim) et de Denny Do (Do Dae-yoon) sont nés en Corée du Sud. Ils se sont rencontrés au lycée, quand ils étaient étudiants au Leonia High School, dans le New Jersey, aux États-Unis. 
Lim Kim se rapproche de Denny Do, après avoir entendu qu'il était un guitariste talentueux, pour passer une audition, à New York, pour l'émission sud-coréenne Superstar K3. Denny Do accepte, et ils auditionnent ensemble sous le nom de Togeworl qui signifie « deux mois » en coréen. Le nom de leur groupe se réfère à ces deux mois de connaissance avant leur audition. Ils réussissent à passer l'audition en interprétant Virtual Insanity de Jamiroquai et Romantico de Tete et se rendent ensuite à Séoul pour l'émission. Le duo réussit une nouvelle fois et a choisi d'être encadré par le chanteur-compositeur-interprète Yoon Jong-shin. Lors de la finale, le duo Togeworl termine en troisième place derrière Ulala Session et Busker Busker.
Après la compétition, Lim Kim et Denny Do restent en Corée du Sud, où ils continuent à recevoir une formation musicale. À la fin 2012, le duo signe un contrat avec Mystic89, le label de leur mentor, Yoon Jong-shin. Le 10 février 2012, le duo sort leur première chanson The Romantic pour la bande originale du même nom que la série télévisée. 
En 2013, le duo Togeworl prévoit de débuter correctement l'année mais Denny Do doit retourner aux États-Unis en raison des problèmes rencontrés avec son diplôme d'études secondaires. C'est pour cette raison qu'il a été décidé que Lim Kim fasse ses débuts en tant qu'artiste solo avant de se réunir pour reprendre leurs activités,. Le 24 mai 2013, le duo sort leur propre single Number 1 pour célébrer l'existence de leur duo depuis deux ans.

## Discographie

### Singles
| Année | Titre               | Classement | Classement    | Album                   |
| Année | Titre               | KOR        | Hot 100 K-Pop | Album                   |
| ----- | ------------------- | ---------- | ------------- | ----------------------- |
| 2012  | The Romantic        | 16         | 14            | The Romantic OST Part 1 |
| 2013  | Number 1            | 6          | 5             |                         |
| 2014  | Talk to Me (톡투미) | 6          | 5             |                         |

### Prestations lors deSuperstar K
| Semaine   | Chanson                                                         | Artiste         | Résultat        |
| --------- | --------------------------------------------------------------- | --------------- | --------------- |
| Auditions | Virtual Insanity                                                | Jamiroquai      | Sauvé           |
| Auditions | Romantico                                                       | Tete            | Sauvé           |
| Prime 1   | Fox                                                             | The Classic     | Sauvé           |
| Prime 2   | Poker Face                                                      | Lady Gaga       | Sauvé           |
| Prime 3   | Brown City                                                      | Brown Eyed Soul | Sauvé           |
| Prime 4   | Snail (달팽이)                                                  | Panic           | Sauvé           |
| Prime 5   | What Do You Think (니 생각)                                     | Yoon Jong-shin  | Sauvé           |
| Prime 6   | Romantico                                                       | Tete            | Sauvé           |
| Prime 7   | Juliette (en duo avec Busker Busker)                            | Shinee          |                 |
| Prime 7   | I'm Feeling Good Day (예감 좋은 날) (en duo avec Busker Busker) | Rumble Fish     | Troisième place |